# Joseph Callens
Joseph Maria Leo Callens (ur. 22 lutego 1904 w Antwerpii, zm. 8 kwietnia 1979 tamże) – belgijski pływak i skoczek do wody, uczestnik Letnich Igrzysk 1920 i Letnich Igrzysk 1924.
W 1920 na igrzyskach w Antwerpii wziął udział w skokach do wody z trampoliny. Z wynikiem 476.40 zajął 6. miejsce w swojej grupie eliminacyjnej.
Podczas igrzysk olimpijskich w 1924 roku wystartował w sztafecie 4 × 200 metrów stylem dowolnym. Razem z zespołem odpadli w eliminacjach z czasem 11:14,8.